# راجیونات
راجیونات (انگلیسی: Rajeevnath؛ زادهٔ ۱۹۵۱) کارگردان فیلم اهل هند در سینما مالایالم است. وی برنده جایزه ملی فیلم بهترین کارگردانی شده‌است.